# Santacara
Santacara (baskisch Santakara) ist ein Ort und eine Gemeinde (Municipio) in der Comunidad Foral Navarra in Nordspanien mit 858 Einwohnern (Stand: 2024). 

## Lage
Santacara liegt etwa 60 km südlich von Pamplona in einer Höhe von ca. 320 m. Die südliche Gemeindegrenze bildet der Río Aragón. 

## Sehenswürdigkeiten
- Reste der römischen Siedlung Cara
- Reste des Großen Turms der früheren Burg
- Kirche Mariä Himmelfahrt (Iglesia de Nuestra Señora de la Asunción)
- Euphemienkapelle

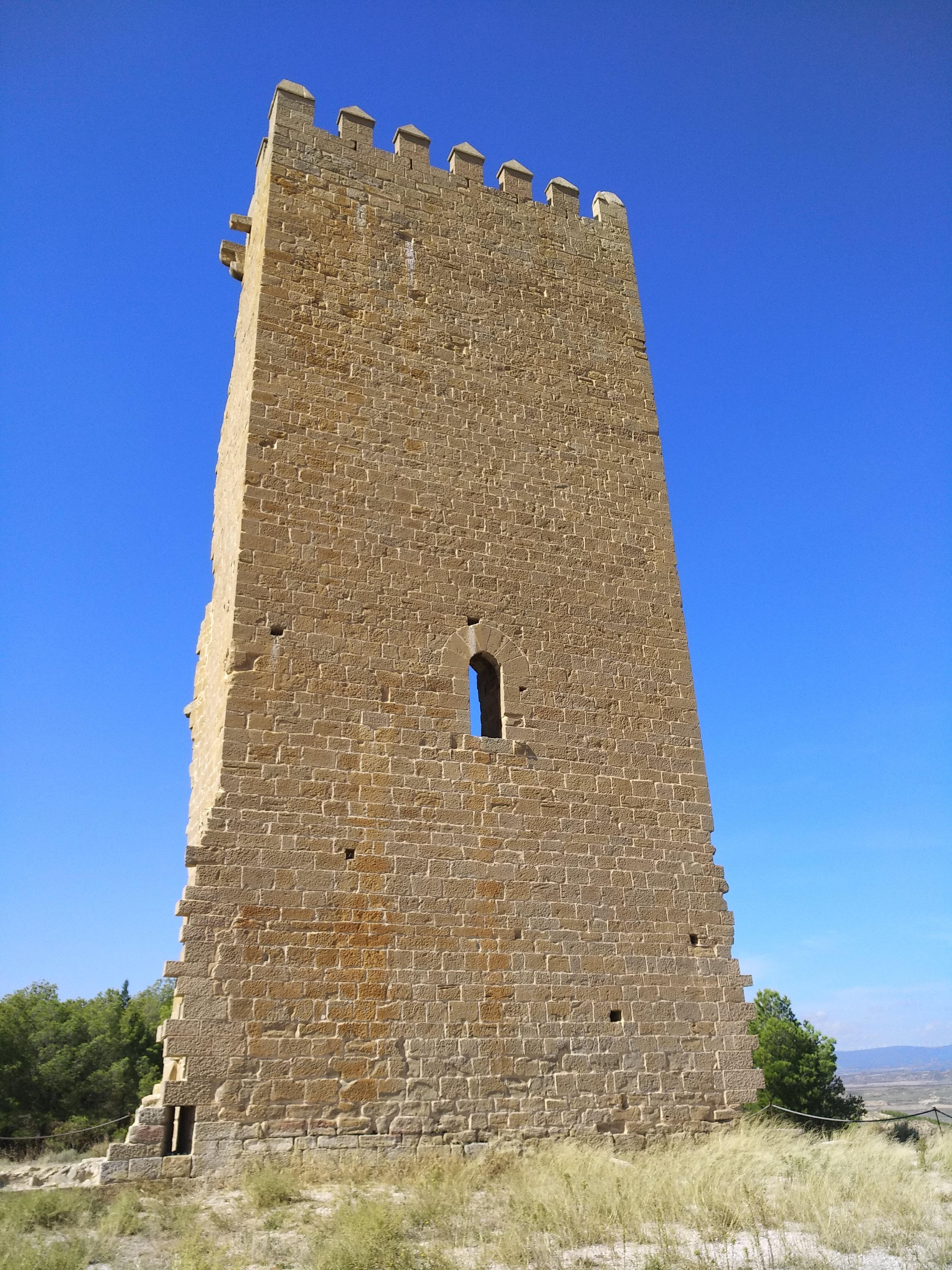
Ruine des Großen Turmes
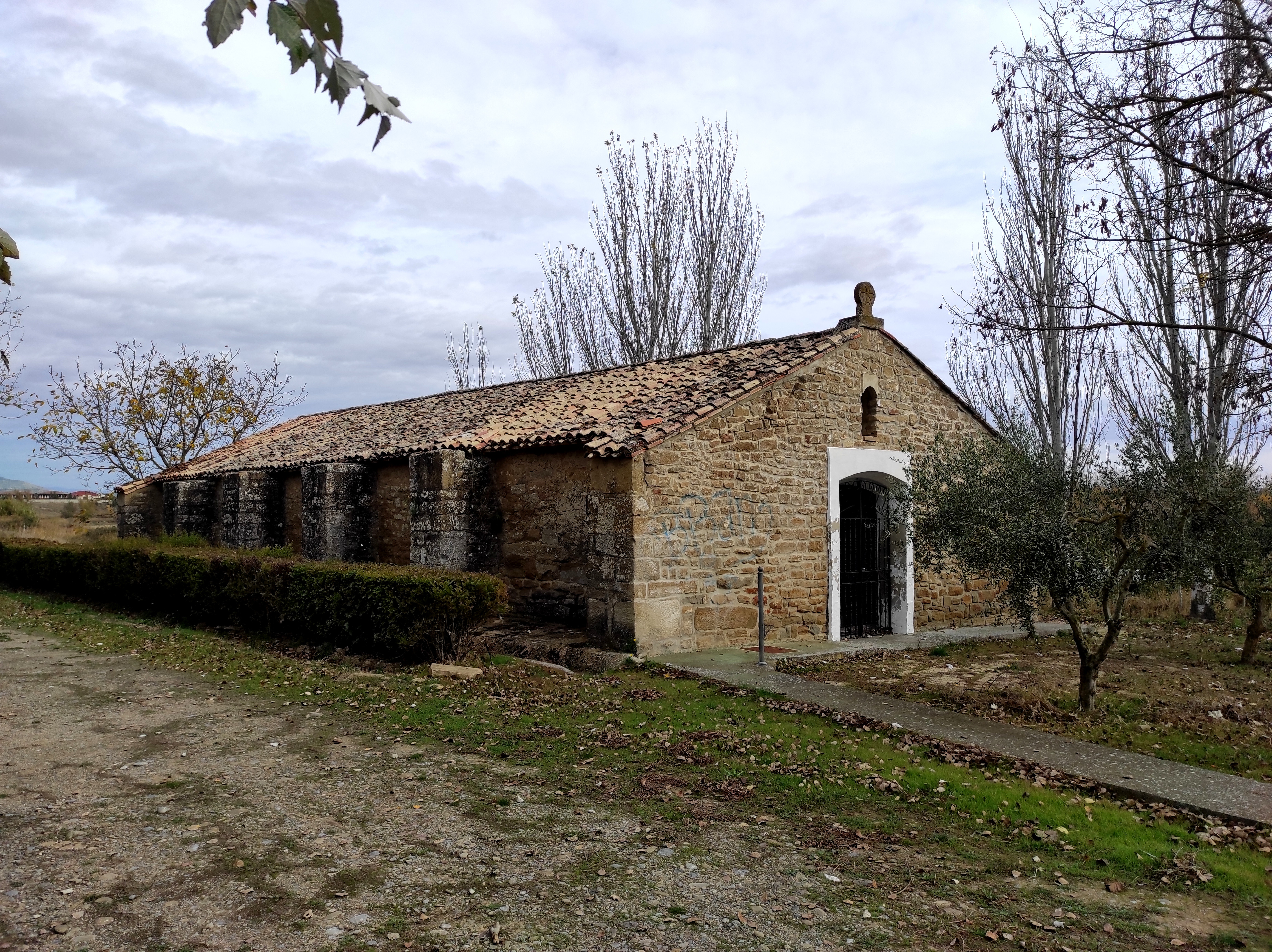
Euphemienkapelle